# Počáteční krytí
Počáteční krytí je termín, který je spojen s komoditním obchodováním, ve kterém se využívá futures kontraktů. Kdykoliv je podepsána futures smlouva na nějakou komoditu, jsou kupující i prodávající povinni složit tzv. počáteční krytí. To znamená, že jsou oba účastníci obchodu nuceni složit zálohu v určené výši. Tato záloha se pohybuje ve výši od 5 do 15 % z celkové ceny kontraktu. Někdy může být počáteční krytí stanoveno jako pevná částka. Počáteční krytí slouží částečně jako ochrana zúčtovacího střediska. 